# الرجل في القلعة العالية
الرجل في القلعة العالية هي رواية من نمط التّاريخ البديل للكاتب الأمريكيّ فيليب ك. ديك؛ كتب الرّواية بعد 15 عام من نهاية الحرب العالمية الثانية، وكانت تتعلّق بشكلٍ أساسيّ بالمكائدِ بين دول المحور المنتصرة –بشكل رئيسي ألمانيا النازية وإمبراطورية اليابان- حيث تسيطر هاتان القوّتان العظمتان على الحياة اليوميّة في الولايات المتحدة الأمريكية في ظلِ نظامٍ شمولي.
فازت رواية «الرّجل في القلعة المرتفعة» بجائزة هوغو لأفضل روايةٍ في عام 1963م. منذ عام 2015م تمّ تعديل العمل الأدبيّ وتحويله إلى مسلسلٍ تلفزيونيّ بأكثر من موسم، حيث عملت ابنة الكاتب كمنتجة للمسلسل.
استُلهمت الرّواية من عملٍ تاريخيّ بديل للكاتب وارد مور حول الحرب الأهليّةِ وهو «اجلب اليوبيل» (Bring the Jubilee)، بالإضافة إلى بعض التأريخات للحرب العالميّة الثانيّة، وبالتأكيد «كتابُ التّغييرات» الذي يعتبر أحد أهم الكتب الفلسفيّة في الصّين.
تتميّز الرّواية بوجود «رواية داخل الرّواية» حول تاريخٍ بديل يفوز فيه الحلفاء في الحرب العالميّة الثانيّة، لكنّ النتائج تختلف عن الواقع والتّاريخ المعروف اليوم.

## الملخص
باختصار، رواية «الرّجل في القلعة المرتفعة» هي صورةٌ خياليّةٌ لعالم مُقسّم بين ألمانيا واليابان، بعد انتصارهما في الحرب العالمية الثانية.

### خلفية الرواية

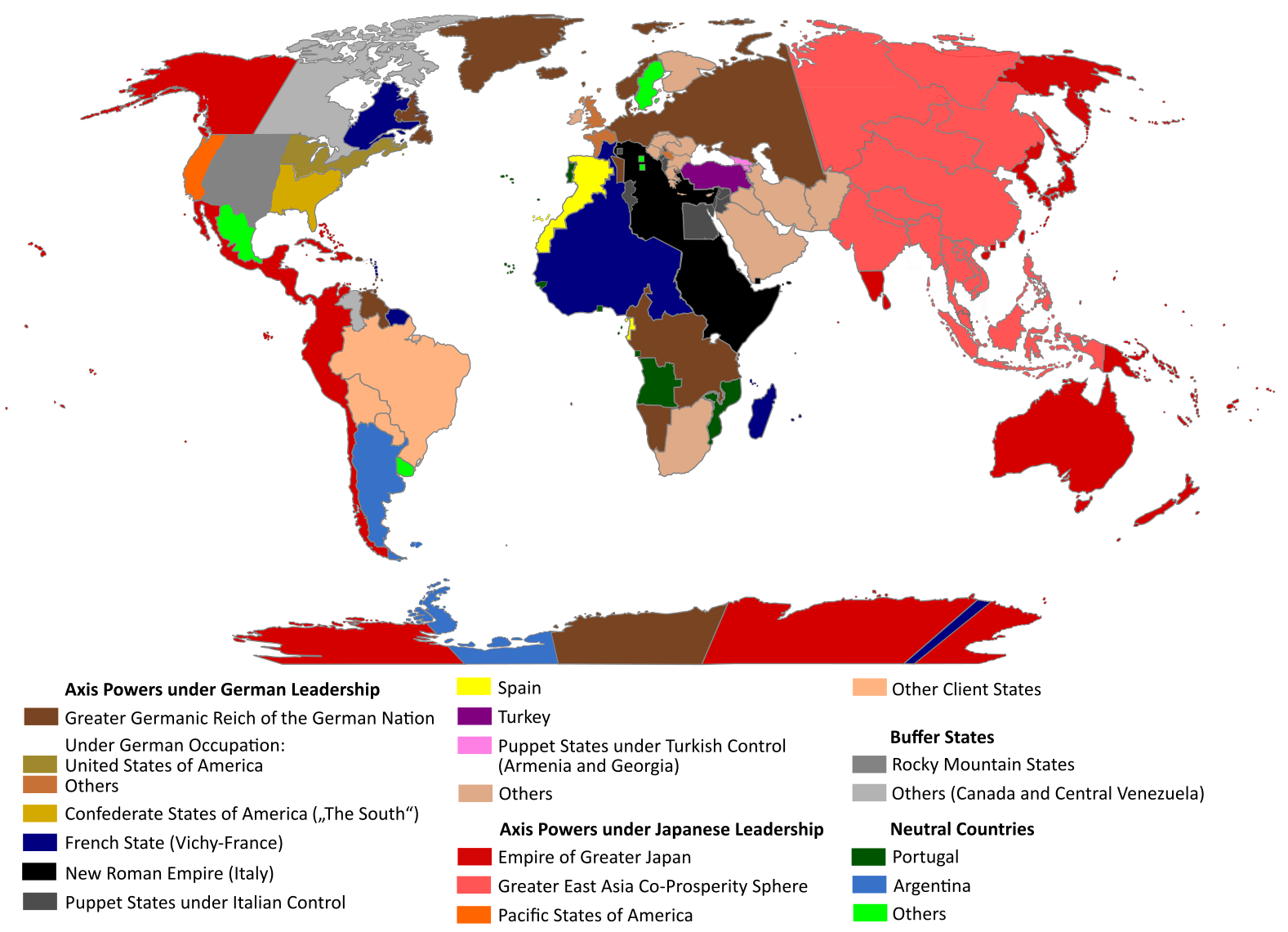
خريطة خيالية للعالم بعد فوز دول المحور في الحرب العالمية الثانية

في التاريخ البديل للرّواية، تمّ اغتيالُ الرّئيس الأمريكيّ فرانكلين دي روزفلت من قبل جيوسيبي زنجارا في عام 1934م، مما أدّى إلى استمرار انكماش أمريكا في بداية الحرب العالميّة الثانيّة. قاد أدولف هتلر ألمانيا النازيّة لغزو معظم أوروبا والاتحاد السوفيتي، وقتل اليهود والسلافيين والغجر وغيرهم من الجماعات. في الوقت نفسه، احتلّت إمبراطورية اليابان الصّين، ثم سيطرت على الهند وأوقيانوسيا؛ لاحقاً ساعد النازيّون إيطاليا على احتلال معظم أفريقيا. عندما غزت اليابان الساحل الغربي للولايات المتحدة الأمريكيّة، اجتاحت ألمانيا النازية الساحلَ الشرقيّ ومعظم أمريكا الجنوبيّة؛ بحلول عام 1947م، استسلمت أمريكا والحلفاء المتبقّون من أجل إنهاء الحرب.
بحلول ستينيات القرن العشرين، أصبحت اليابان الإمبراطوريّة وألمانيا النازيّة قوتين عظيمتين متنافستين في العالم، حيث أنشأت اليابان «الولايات الأمريكيّة الباسيفيكيّة» (P.S.A) من الولايات المتحدة الغربية السابقة، فيما بقيت جبال روكي منطقة عازلة محايدة بين P.S.A والولايات المتحدة الشرقيّة. لأسباب غير معروفة لا تزال كندا دولة مستقلة.
هتلر في الرواية على قيد الحياة إلا أنهُ مصاب بالزهري وفي مرحلةٍ متقدمةٍ مما جعله نوعاً ما عاجزاً، أصبح مارتن بورمان مستشاراً لألمانيا مع جوبلز وهيدريتش وغورينغ وسيس فاكارت –الذي يشرف على إبادة شعوب أفريقيا-. استصلح النازيّون البحر الأبيض المتوسط لزيادة مساحة الأراضي الزراعيّة، وطوّروا القنبلة الهيدروجينيّة واستعملوها، وصمّموا صواريخ سريعة للغاية من أجل السّفر في الفضاء، بعد أن استعمروا كل من القمر وكواكب الزهرة والمريخ. معظم أحداث الرواية تحصل في سان فرانسيسكو في P.S.A، حيث يظهر الصينيّون على أهم مواطنين من الدّرجة الثانية وأصحاب العرق الأسود كعبيد؛ المنطقة الثانية التي تحصل فيها أحداث الرواية هي جبال روكي، في مدن مثل كانون سيتي ودنفر وشايان.

### ملخص الحبكة
في عام 1962م، يمتلك روبرت «بوب» متجراً لبيع التّحف الأمريكيّة في سان فرانسيسكو، كاليفورنيا، المحتلة من قبل اليابانيين. يقوم المسؤول التجاري رفيع المستوى نوبوسوكي تاغومي (Nobusuke Tagomi) بالاتصال بشركة «تشيلدان» (Childan) من أجل الحصول على هدية مثيرة للإعجاب ليقدمها إلى رجل أعمال سويدي يدعى باينز (Baynes).
تحصل تشايلدن على قطعها الأثرية من التحف القديمة لشركة (Wyndam-Matson Corporation) لتصنيع المعادن؛ فرانك فرينك يخفي هويته اليهودية الأمريكية بسبب خضرمته في الحرب العالمية الثانية، يتم طرده من مصنع ويندام –ماتسون، فيوافق على العمل مع صديق له في المجوهرات المصنوعة يدوياً.
في الوقت نفسه تعمل جوليانا زوجة جوليان السابقة كمدرّبة للجودو في كانون سيتي، كولورادو، حيث تبدأ في علاقة جنسية مع سائق شاحنة إيطالي الجنسية يدعى جو سينديلا.
في كثير من الأحيان تتخذ كل الشخصيات قرارات مصيرية اعتماداً على رسائل نبوية /روحية يفسرونها من كتاب التغييرات (I Ching)، كما أن معظم الشخصيات تقرأ رواية جديدة محظورة –لكنها ذات شعبية كبيرة- تدعى «الجندب يستلقي ثقيلاً» (The Grasshopper Lies Heavy) تتحدث عن تاريخ بديل فاز فيه الحلفاء بالحرب العالمية الثانية.
يكتشف فرينك أن شركة (Wyndam-Matson Corporation) تزود شركة تشايلدن بتحف مقلّدة، فيقوم بابتزاز الشركة من أجل تمويل مشروع المجوهرات الخاص بفرينك وصديقه.
يلتقي تاغومي وباينز، لكن باينز يؤخر أي نشاط اقتصادي مع تاغومي منتظراً طرفاً ثالثاً من اليابان؛ فجأة يتلقى الشعب هبر وفاة وزير ألمانيا المريض مارتن بورمان؛ تقوم تشايلدن بشكل مبدئي بأخذ بعض القطع المعدنية الجديدة/ الأصيلة لفرينك.
يحاول فرينك أن يحظى برضا العميل الياباني، الذي يعتبر أن مجوهرات فرينك روحانيّة للغاية. تقوم جوليانا وجو برحلة باتجاه دنفر، كولورادو؛ إلا أن جو بشكل مفاجئ يقرر أن يذهبا في رحلة جانبية لمقابلة الغامض هوثرون أبندسن (Hawthorne Abendsen) مؤلف كتاب «الجندب يستلقي ثقيلاً»، يعيش الكاتب في مكان أشبه بالحصن يدعى (High Castle) في شايان، وايومينغ. يتم تعيين جوزيف جوبلر المستشار الألماني الجديد.
يلتقي باينز وتاغومي بجهة الاتصال اليابانية لدى الشرطة السرية النازيّة، وهي «سيكيريست ديدينيست» (Sicherheitsdienst) (SD)، والتي بدورها تقترب من الإمساك بباينز، الذي يتبين أنه مناضل نازي يدعى «رودولف فيغنر». يحذر فيجنر من الاتصال بجينيرال ياباني مشهور من عملية دانديليون؛ التي وافق عليها جوبلر وتقتضي مهاجمة الجزر اليابانية بهدف القضاء عليها في ضربة واحدة سريعة.
يتبين أن فرينك يهودي ويتم القبض عليه؛ يواجه فيجنر وتاغومي اثنين من عملاء قوّات الدّفاع الشّعبي، اللذان يطلقان النار على فيجنر وتاغومي من مسدسين أمريكيّين عتيقين.
في كولورادو، يقوم جو بتغيير سلوكياته وشكله من جديد بشكل مفاجئ، ليتبين أنه ينوي قتل الرجل في القلعة المرتفعة، فتقاتله جوليانا وتهرب منه لتحذير الرجل في القلعة المرتفعة.
يعود فيجنر إلى ألمانيا ليتفاجأ بأن راينهارد هيدريتش قام بانقلاب على غوبلر ورشّح نفسه لمنصب المستشار؛ في هذه الأثناء لايزال تاغومي خائف بسبب إطلاق النار ويذهب إلى شركة تشايلدان لإعادة بيع المسدس الذي استخدمه في القتال؛ وبدلاً من ذلك يقوم بشراء أحد جواهر فرينك فيدخل في تجربة روحية يدرك فيها تاريخ سان فرانسيسكو البديل. لاحقاً، يجبر تاغومي السلطات النازيّة على الإفراج عن فرينك –الذي لم يلتقي تاغومي أبداً-.
تعيش جوليانا تجربتها الروحيّة بمجرّد أن تصل إلى شايان، لتكتشف أن الرجل في القلعة المرتفعة لم يعد يسكن هناك بل ذهب ليعيش مع عائلته في منزل عادي بعد أن سئم من التهديدات بالقتل، وفي تلك التجربة وبعد محاولات التهرّب، اعترف مؤلّف «الجندب يستلقي ثقيلاً» أنه استلهم روايته من كتاب (I Ching).
في النّهاية تدّعي جوليانا أنّ «الحقيقة» هي من كتبت الكتاب من أجل الكشف عن الحقيقة العظمى بأنّ ألمانيا واليابان خسرتا الحرب.

## الجندب يستلقي ثقيلاً
هناك العديد من الشخصيات الرئيسية في رواية «الرجل في القلعة المرتفعة» تقوم بقراءة رواية «الجندب يستلقي ثقيلاً» التي كتبها هوثورن أبندسن، ويفترض أن عنوانها مستوحى من الكتاب المقدّس، ولأن الرواية تتحدث عن تاريخ بديل خسرت فيه ألمانيا واليابان الحرب العالمية الثانية يتم حظرها في أمريكا المحتلّة.
في رواية الجندب يستلقي ثقيلاً، ينجو الرئيس روزفلت من محاولة اغتيال، يتبعه الرئيس ريكسفورد توغويل الذي يزيل أسطول المحيط الهادئ من ميناء بيرل هاربور في هاواي؛ مما يجعل الولايات المتحدة الأمريكية قوة بحرية لا يستهان بها في الحرب العالمية الثانية. تساعد بريطانيا في الحرب وتقوّي الحلفاء مما أدّى إلى هزيمة رومل في شمال أفريقيا. بسبب مساعدة الإنكليز وتوغلهم في القوقاز لمناصرة السوفييت تم نصر الحلفاء على العدوّ في معركة ستالينغراد.
تنسحب إيطاليا والمجر من «دول المحور»، وتقوم الدبابات البريطانيّة والجيش الأحمر بغزو برلين؛ في نهاية الحرب تتم محاكمة القادة النازيين –بما فيهم أدولف هتلر-، بسبب جرائم الحرب. كانت كلمات هتلر الأخيرة «أيها الألمان، هنا أقف».
بعد انتهاء الحرب، يبقى تشرشل رئيس وزراء بريطانيا، وبسببه فقط لا تنهار الإمبراطوريّة البريطانيّة. أما الاتحاد السوفييتي الذي عانى من خسائر فادحة في الحرب، ينهار.
تقيم الولايات المتحدة الأمريكيّة علاقات تجاريّة قوية مع النظام اليميني الصيني بعد هزيمة الشيوعي الصيني ماو تسي تونغ في الحرب الأهليّة الصينيّة. الإمبراطوريّة البريطانيّة أصبحت أكثر عنصريّة وتوسعيّة بعد الفوز في الحرب.
تتصارع الولايات المتحدة الأمريكيّة مع الإمبراطوريّة البريطانيّة في حرب بادرة من أجل الهيمنة العالميّة في العالم الليبرالي الجديد، وتقول أحد شخصيات رواية «الرجل في القلعة المرتفعة» أن نهاية رواية «الجندب يستلقي ثقيلاً» تضمنت فوز الإمبراطوريّة اليابانيّة في الحرب الباردة.

## الإلهام
قال ديك أنه استلهم رواية «الرجل في القلعة المرتفعة» عندما قرأ رواية «أحضر اليوبيل» بالإضافة إلى العديد من الكتب الأخرى، كما استعان ديك بكتاب (I Ching) عند كتابة حبكة الرواية، بشكل مشابه لاستعانة الشخصيات بهذا الكتاب من أجل أخذ قراراتها.

## التلقي
يوضح فريدريك أ. كرويزيغر في كتابه «دين الخيال العلمي»، أنه على الرغم من عدم وجود أي تشابه بين العالم في رواية «الرجل في القلعة المرتفعة» والعالم في رواية «الجندب يستلقي ثقيلاً» مع العالم الواقعي، فإن ديك وصف العالم الذي نعيش فيه بشكل ممتاز ومثالي، فهو عالم الصِّدَف والقدر.
أشاد أيضاً أفرام دافيدسون بالرواية واعتبرها «عملاً ممتزاً في الخيال».
حصلت الرواية على جائزة أفضل رواية في عام 1963م، وتم نشر نسخ جديدة مطبوعة منها في عام 1992م.

## التبني

### كتب صوتية
تم إصدار ثلاث كتب صوتية للرواية:
1. في عام 1997م، بقراءة جورج جيدال.
2. في عام 2008م، بقراءة توم واينر.
3. في عام 2014م، بقراءة جيف كامينغس.

### تلفاز
نشرت شبكة أمازون الحلقة التجريبية الأولى من المسلسل المستوحى من رواية «الرجل في القلعة المرتفعة» والذي يحمل نفس الاسم، في عام 2015م؛ حصلت الحلقة الأولى على أعلى نسبة مشاهدة في تاريخ الشبكة.
يختلف المسلسل عن الرواية في عدة نواحٍ، في المسلسل يتم إنهاء الحرب بتدمير واشنطن بقنبلة ذرية، أما في الرواية فيكون مجرد غزو أرضي، في الرواية الإمبراطوريّة الإيطالية قوة صغيرة تسيطر على شمال ووسط أفريقيا، أما في المسلسل فتلك المناطق تتبع للحكم النازي.
فيجنر مقرّب من هتلر في المسلسل، كما أن فرينك وجوليانا ليسا متزوجين، بالإضافة إلى أن جوليانا تملك شقيقة وابنة وابنة شقيق؛ جو سيناديلا يصبح اسمه في المسلسل جو بلايك.
أضاف المسلسل العديد من الشخصيات الرئيسيّة الأخرى، بالإضافة إلى تغيير العديد من الأحداث بشكل متناسب مع العمل التلفزيوني؛ كما أضاف أدواراً هامّة لشخصيات رئيسيّة، على سبيل المثال يتم منع عملية دانديليون بسبب رفض شخصي من هتلر.
تحصل أيضاً تغييرات جذريّة في الموسم الثاني من المسلسل.

## سلسلة غير مكتملة
في مقابلة أجراها ديك في عام 1967م، صرّح أنه يعتزم كتابة جزء ثاني متمم للرواية، وأنّه قد بدأ بالفعل عدة مرّات بكتابته إلا أنه لا يتحمل نفسياً إعادة البحث والدراسة حول النازيين من جديد، وعرض أن تتم كتابة الجزء الثاني من الكتاب بالتعاون مع مؤلف آخر.
نشر فصلين من تتمة الرواية في مجموعة مقالات وكتابات ديك المتنوعة. يشاع أيضاً أن رواية ديك (Radio Free Albemuth) كُتبت في البداية لتكون جزء ثاني من رواية «الرجل في القلعة المرتفعة»، لكنّها تطورت في النهاية لنكوّن أحداث وقصص لا علاقة لها بالرواية السابقة.
تخلّى ديك قبل أن يموت عن فكرة إتمام الرواية.

## وصلات خارجية
- الرجل في القلعة العالية على موقع الموسوعة البريطانية (الإنجليزية)
- The Man in the High Castle cover art gallery
- The Man in the High Castle على  قائمة كتب الإنترنت
- The Man in the High Castle at Worlds Without End

لم يتم العثور على روابط لمواقع التواصل الاجتماعي.